# Великоборківський район
Великобо́рківський райо́н — адміністративний район у Тернопільській області (1940—1962), утворений, разом з іншими 38-ма районами, внаслідок радянської анексії західноукраїнських земель, відповідно до Постанови Президії Верховної Ради УРСР від 17 січня 1940. Утворений із гмін Тернопільського повіту: Баворів, Борки Великі та Лозова.
Центр району знаходився в с. Великі Борки (нині смт). Межував з Великоглибочецьким, Збаразьким, Підволочиським, Скалатським, Теребовлянським, Струсівським, Микулинецьким районами.
Станом на 1 вересня 1946 року площа району становила 300 км², кількість сільських рад — 26. Станом на 1 жовтня 1958 року площа — 322 км², орної землі 26,1 тис. га, колгоспів — 18, кількість сільських рад — 18. Станом на 1 вересня 1960 року сільських рад — 9, населених пунктів — 26, колгоспів — 15, радгоспів — 1, промислових підприємств — 4.
Ліквідований у грудні 1962.

## Адміністративний поділ станом на 1 вересня 1946 року[5]
- Баворівська сільська рада
  - село Баворів
- Байковецька сільська рада
  - село Байківці
- Великоборківська сільська рада
  - село Великі Борки
- Гніздичківська сільська рада
  - село Гніздичка
- Грабовецька сільська рада
  - село Грабовець
- Білоскірківська сільська рада
  - село Білоскірка
- Дичківська сільська рада
  - село Дичків
- Жуковська сільська рада
  - село Жукове
  - хутір Гаї
  - хутір Гаї-Гречинські
- Застав'ївська сільська рада
  - село Застав'є
- Застінківська сільська рада
  - село Застінка
- Кип'ячівська сільська рада
  - село Кип'ячка
- Козівська сільська рада
  - село Козівка
- Костянтинівська сільська рада
  - село Костянтинівка
- Красівська сільська рада
  - село Красівка
- Курниківська сільська рада
  - село Курники
- Лозівська сільська рада
  - село Лозова
- Малоходачківська сільська рада
  - село Малий Ходачків
- Прошівська сільська рада
  - село Прошова
- Романівська сільська рада
  - село Романівка
- Скоморохівська сільська рада
  - село Скоморохи
- Смиковецька сільська рада
  - село Смиківці
- Смолянківськаська сільська рада
  - село Смолянка
  - хутір Мар'янівка
- Стегниківська сільська рада
  - село Стегниківці
- Ступківська сільська рада
  - село Ступки
- Товстолузька сільська рада
  - село Товстолуг
- Чернелево-Руська сільська рада
  - село Чернелів-Руський
  - хутір Ангелівка
  - хутір Човганщизна

## Адміністративний поділ станом на 1 вересня 1960 року[6]
- Баворівська сільська рада
  - село Баворів
  - село Білоскірка
  - село Грабовець
  - село Застав'є
- Байковецька сільська рада
  - село Байківці
  - село Смиківці
- Великоборківська сільська рада
  - село Великі Борки
  - село Романівка
- Козівська сільська рада
  - село Козівка
- Лозівська сільська рада
  - село Лозова
  - село Гніздичка
  - село Курники
  - село Стегниківці
- Малоходачківська сільська рада
  - село Малий Ходачків
  - село Костянтинівка
- Скоморохівська сільська рада
  - село Скоморохи
  - село Прошова
  - село Смолянка
- Товстолузька сільська рада
  - село Товстолуг
  - село Дичків
  - село Застінка
  - село Кип'ячка
  - село Красівка
- Чернелево-Руська сільська рада
  - село Чернелів-Руський
  - село Жовтневе
  - село Ступки